# Боттинг, Томас
Томас Боттинг (англ. Thomas Botting; 9 декабря 1915 года, Портсмут, Великобритания — 1978, Москва, СССР) — британский коммунист, участник гражданской войны в Испании, советский автоконструктор.

## Биография
Родился в семье инженера-кораблестроителя Артура Боттинга. Благодаря старшему брату Норману Боттингу (1913—1943) увлекся авиацией, а также коммунистическими идеями (Норман Боттинг погиб во время Второй мировой войны, будучи британским военным летчиком). Поступил на работу в компанию по производству самолетов Phillips & Powis. проходил стажировку в качестве авиаконструктора в Германии. 
В 1936 году вступил в Коммунистическую партию Великобритании и в апреле 1938 года прибыл в Испанию, где участвовал в гражданской войне на стороне республиканцев под псевдонимом «Джон Вильямс». После поражения республиканцев 7 февраля 1939 года перешел границу с Францией, где был заключен в лагерь Гюрс, откуда сбежал 12 апреля 1939 года и эмигрировал в СССР.
В августе 1939 года прибыл в город Горький и начал работать на Горьковском автозаводе под именем Джона Вильямса. Сначала был рабочим в инструментально-штамповом цехе, вскоре стал чертежником в конструкторско-экспериментальном отделе завода, а с июля 1940 года стал конструктором автомобильных кузовов, несмотря на отсутствие высшего инженерного образования.
Во время Великой Отечественной войны был командирован в Мексику, где в 1942-1943 годах занимался обеспечением поставок в СССР техники и продуктов питания по ленд-лизу. Там женился на мексиканке Анхелите, у них родилось двое сыновей — Джон и Александр.
Затем вернулся на Горьковский автозавод, участвовал в разработке кузовов автомобилей ГАЗ-М-20 «Победа» и ЗИМ. В соавторстве с  испанцем Ладислао Дуарте, тоже работавшим на автозаводе, написал книгу по разработке поверхности. В 1953 году поступил в Горьковский политехнический институт. 
Затем перебрался в Москву, поступил на автомобильный завод имени И. В. Сталина, где участвовал в создании лимузина ЗИЛ-111. Вскоре, благодаря случайной встрече с Кириллом Хенкиным, с которым он был знаком по Испании, устроился на работу в редакцию иностранного вещания Радиокомитета СССР, где стал диктором и журналистом. Также занимался переводами на английский язык советских поэтов, в частности Корнея Чуковского и Константина Симонова. 
На новой работе Томас познакомился со своей второй женой — Ириной Михайловной Осипик, которая работала в отделе писем. В 1967 году у них родился сын Михаил.